# Vitali Denissov
Pour les articles homonymes, voir Denisov.
Vitali Valerievitch Denissov - en russe : Виталий Валерьевич Денисов, et en anglais : Vitaly Denisov - (né le 27 février 1976 à Barnaoul) est un ancien fondeur russe. Il a participé aux Jeux olympiques de 2002, terminant cinquième à la poursuite. Un an plus tôt, il a remporté la médaille de bronze lors de cettemême épreuve aux Mondiaux de Lahti.
Il a étudié à l'Académie d'État pédagogique de l'Altaï.

## Palmarès

### Championnats du monde
- Championnats du monde 2001 à Lahti  Finlande:
  -  Médaille de bronze sur 20 km Poursuite.

### Coupe du monde
- Meilleur classement final: 32e en 2000.
- 1 podium individuel.